# Ladislav Zalužanský
Ladislav Zalužanský (* 29. května 1938 Praha) je bývalý český fotbalový útočník. Věnoval se také basketbalu, dlouhá léta hrál za Tanvald a po skončení hráčské kariéry zde působil jako trenér. Žije ve Velkých Hamrech.
Jeho syn Ladislav Zalužanský (* 18. prosince 1968) je bývalým prvoligovým basketbalistou.

## Fotbalová kariéra
V československé lize hrál na pozici útočníka za TJ Dynamo Praha (dobový název Slavie), aniž by skóroval (26.08.1962–16.06.1963). Ve II. lize hrál za TJ Spartak Kbely, v roce 2015 vstoupil do síně slávy kbelského sportu.
Během základní vojenské služby byl členem pohraniční stráže a nastupoval za Rudou hvězdu Znojmo. Ve Znojmě působil v ročníku 1957/58 a v I. B třídě nastřílel 22 branky.

### Prvoligová bilance
| Ročník             | Zápasy | Góly | Minuty | Klub            |
| ------------------ | ------ | ---- | ------ | --------------- |
| I. liga 1962/63    | 12     | 0    | 802    | TJ Dynamo Praha |
| CELKEM I. ČS. LIGA | 12     | 0    | 802    |                 |